# L'ira di Achille
L'ira di Achille è un film peplum del 1962, diretto da Marino Girolami.

## Trama

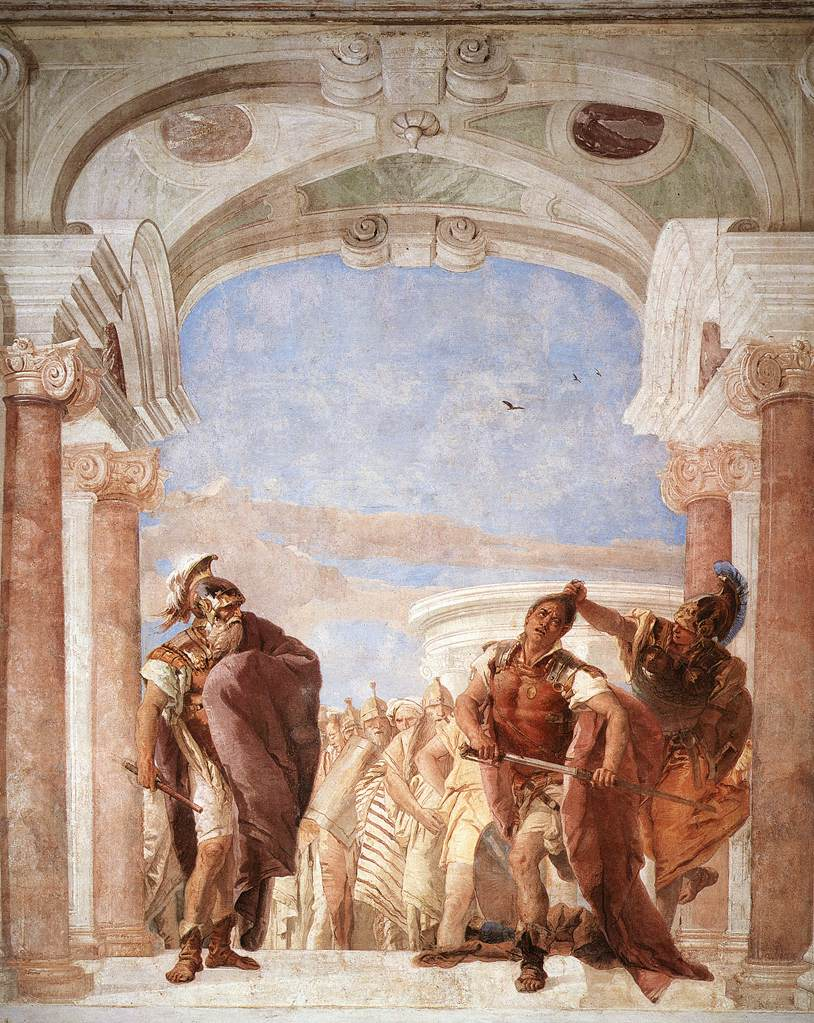
Giovanni Battista Tiepolo, Atena impedisce ad Achille di uccidere Agamennone, 1757, Villa Valmarana.

Partendo dallo stesso punto dove inizia il poema di Omero, il film è ambientato nel decimo anno della guerra di Troia. L'esercito greco, guidato da Agamennone, Achille, Patroclo e Ulisse, attacca e saccheggia la città di Lirnesso per prendere cibi e risorse per l'armata greca. Nella successiva spartizione del bottino, Achille e Patroclo prendono per sé le giovani Xenia (che subito si innamora di Patroclo) e Briseide, mentre Agamennone pretende per sé Criseide, figlia di Crise, sacerdote di Apollo, ignorando i possibili effetti funesti dell'ira del dio. 
Intanto, approfittando dell'assenza dei maggiori comandanti greci, Ettore, principe di Troia e figlio del re Priamo, attacca il campo greco per bruciare le navi. Grazie a una brillante strategia, il piano ha successo, ma all'ultimo momento il ritorno di Achille e dei suoi Mirmidoni mette in fuga i Troiani. Persino Ettore, nonostante il suo coraggio, si rifiuta di combattere con Achille, perché un oracolo gli ha predetto che ciò segnerà la sua morte e la successiva fine della città. 
Richiesta l'assistenza del suo dio, Crise si reca al campo greco con un carro d'oro per riscattare la figlia. Nel frattempo, mentre Patroclo e Xenia godono del loro amore, Briseide prova ad accoltellare Achille, solo per scoprire che l'eroe è invulnerabile, tranne che in un punto ignoto a tutti (incluso a lui). La reazione accorata e triste dell'eroe, ben conscio che morirà a Troia prima della caduta della città, provoca la pietà della giovane, che inizia a provare sentimenti per lui. 
Crise arriva al campo dei Greci mentre Agamennone sta organizzando dei giochi per celebrare la scampata catastrofe del giorno prima. Chiede la restituzione della figlia, ma Agamennone rifiuta, ribellandosi all'autorità di Apollo: già in precedenza ha dovuto soffrire per colpa degli dei, che gli hanno ordinato di sacrificare la figlia Ifigenia perché la flotta partisse, e adesso non intende cedere. Crise se ne va dal campo e invoca la vendetta di Apollo, che interrompe i giochi prima con una tempesta e poi facendo scoppiare una terribile pestilenza fra gli Achei. Quando l'indovino Calcante, su esortazione di Achille, rivela che la colpa è di Agamennone e del suo rifiuto, a questo punto il re è costretto a restituire la schiava ma pretende allora di avere al suo posto Briseide. Achille, irato, prima tenda di uccidere Agamennone, ma, convinto da Atena a non farlo, si rifiuta di combattere a fianco dell'esercito greco.  
Le conseguenze della sua scelta non tardano a farsi sentire: sotto la guida di Ettore, le armate troiane respingono e massacrano gli Achei, ferendo tutti i principali comandanti, inclusi Ulisse e Agamennone. Achille, anche se sollecitato da ambasciate inviate da Agamennone e da Patroclo stesso, rifiuta di intervenire, per quanto in realtà si senta in dovere di farlo. Per non sentire la propria angoscia e il dubbio beve fino a ubriacarsi, rendendosi così di fatto inutile a tutti. Patroclo, allora, decide di vestire l'armatura di Achille e guidare i Mirmidoni in battaglia, pensando di far credere ai troiani di essere Achille e farli in questo modo scappare terrorizzati. Lo stratagemma funziona, ma stavolta Ettore decide di affrontare il proprio destino e, credendo che Patroclo sia Achille, lo affronta e lo ferisce a morte, riconoscendo solo a quel punto che non si tratta di lui. Vorrebbe non dargli il colpo di grazia, ma Patroclo lo stuzzica finché Ettore non cede e lo finisce.  
Saputa la notizia terribile, Agamennone riconosce il suo errore e rimanda Briseide da Achille. La ragazza arriva per trovare l'amica Xenia in lacrime sul corpo di Patroclo, mentre Achille incontra sua madre Teti e invano le chiede di rivelargli quale sia il suo punto debole, consapevole che, dopo che ucciderà Ettore, il suo destino sarà segnato. Tornato nella tenda, Achille passa con Briseide una prima e ultima notte d'amore, prima di bruciare su una pira funebre i cadaveri di Patroclo e Xenia, che si è suicidata per unirsi all'amato. 
Achille invia un'ambasceria a Troia, chiamando Ettore a un duello corpo a corpo, dall'esito mortale. Pur consapevole del suo destino, Ettore accetta, saluta la moglie Andromaca e il figlio Astianatte e si avvia allo scontro. Il duello è lungo e violento, ma alla fine termina con la vittoria di Achille e la morte di Ettore; travolto dalla furia, l'eroe greco attacca il corpo del nemico al suo carro e lo trascina fino al suo campo, con l'intenzione di lasciarlo lì a marcire. Viene però ragigunto da Priamo, arrivato a chiedere la restituzione del corpo del figlio. Dopo un'iniziale resistenza, Achille accetta, e il film finisce sull'immagine di lui che si erge di fronte al tramonto, simbolo della morte che presto arriverà a prenderlo. 